# Gare de Wangen
La gare de Wangen est une ancienne halte ferroviaire française de la ligne de Sélestat à Saverne, située sur le territoire de la commune de Marlenheim, dans le département du Bas-Rhin, en région Grand Est. Elle est située non loin de la commune de Wangen.
Situé sur une portion de ligne mise en service en 1864 et démantelée en 1993, le bâtiment de la gare est reconverti en logements.

## Situation ferroviaire
Établie à 189 mètres d'altitude, la gare de Wangen était située au point kilométrique (PK) 44,763 de la ligne de Sélestat à Saverne entre les gares fermées de Marlenheim et Wasselonne.

## Histoire
L'embranchement de Molsheim à Wasselonne est livré à l'exploitation le 29 septembre 1864, par la Compagnie des chemins de fer de l'Est. En 1877, durant la période où l'Alsace-Lorraine est annexée par l'Allemagne, la ligne est prolongée vers Sélestat d'une part et Saverne de l'autre.

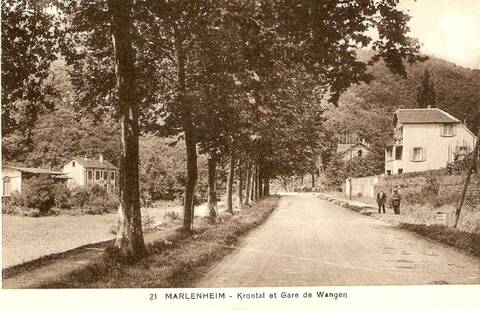
Au fond à gauche, la gare de Wangen.

La Société nationale des chemins de fer français (SNCF) met fin au service des trains de voyageurs sur la section de Molsheim à Saverne en 1969. Le trafic de marchandises sur la ligne subsistera jusqu’en 1988. La ligne est déclassée en 1993 puis déposée en totalité. Les bâtiments voyageurs et les halles de marchandises ont été vendus à des particuliers et l’ancienne plate-forme de la voie ferrée a été transformée en piste cyclable qui relie Molsheim à Romanswiller.

## Patrimoine ferroviaire
Le bâtiment voyageurs construit par la Compagnie de l'Est a été fortement agrandi dans les années 2000 avec un avant-corps de deux étages côté cour surmonté d'un pignon qui se retrouve aussi du côté de la voie ferrée disparue. Dans son état d'origine, il est de plan rectangulaire avec deux travées et un étage.
Une halle à marchandises, désormais démolie, se trouvait sur sa droite.